# オンヌット駅
オンヌット駅（オンヌットえき、タイ語:สถานีอ่อนนุช）は、タイ王国、バンコク都ワッタナー区にある、バンコク・スカイトレイン(BTS)スクムウィット線の駅である。駅番号は「E9」。

## 概要
スクムウィット通りの直上にある、バンコク・スカイトレイン(BTS)スクムウィット線の高架駅である。開業後しばらくは終着駅であったが、2011年8月12日にスクムウィット線がベーリング駅まで延伸開業したことにより、途中駅となりこれに合わせて階段が増設された。2階でショッピングセンターのロータスと、連絡通路により直結されている。当駅周辺は住宅地であるため、他駅に比べ乗降客数が多い。
当駅よりベーリング駅までは、運賃が別立てとなっており、この区間は乗車距離に関係なく10バーツ（約40円）となっている。この区間以外から乗車の際には当駅までの運賃に加え10バーツが必要である。

## 歴史
- 1999年12月5日 【開業】モーチット駅 - オンヌット駅[1]
- 2011年8月12日 【開業】オンヌット駅 - ベーリング駅 5.3km
- 2014年 1・2番線ホームで可動式ホーム柵（ホームドア）の使用開始。

## 駅構造
相対式ホーム2面2線をもつ高架式3層構造の高架駅である。2014年より可動式ホーム柵の使用を開始した。

### 駅階層
| 3階                                |                                                          |                        |
| 相対式ホーム（可動式ホーム柵有り） |                                                          |                        |
| 1番線・上り■スクムウィット線       | バーンチャーク・ウドムスック・バーンナー・ベーリング方面 |                        |
| 2番線・下り■スクムウィット線       | プラカノン・アソーク・サイアム・モーチット方面           |                        |
| 相対式ホーム（可動式ホーム柵有り） |                                                          |                        |
| 2階                                | コンコース                                               | 自動券売機、自動改札口 |
| 1階                                | 出入口                                                   | スクムウィット通り     |

## 駅周辺
- ロータス（ショッピングセンター、2階で駅との連絡通路がある）
- ビッグC エキストラ オンヌット（ショッピングセンター
- ワット・マハーブット
- アヴァニ・スクンビット・バンコク・ホテル

## 路線バス
駅直下のスクムウィット通りには、各社路線バスが運行されている。かつては「エアポート・エクスプレス」という空港連絡バスがスワンナプーム国際空港まで運行されていたが2011年5月に廃止された。

### 路線バス番号
2,23,25,38,45,46,48,116,507,508,511,513,544,545